# سيغناتشر
سيغناتشر هي فرقة فتيات كورية جنوبية تأسست في 2020.